# اراز بن-یوسف
اراز بن یوسف Erez Ben-Yosef، یک باستان‌شناس اسرائیلی است که بیشتر به دلیل کاوش‌های پیشرو در قرن ۲۱م. در معادن باستانی مس در دره تیمنا، در شبه جزیره سینا شناخته شده‌است. او استاد باستان‌شناسی در دانشگاه تل آویو است.
بن یوسف مدارک کارشناسی و کارشناسی ارشد خود را از دانشگاه عبری اورشلیم، و مدرک دکتری خود را ازدانشگاه کالیفرنیا، سن دیگو دریافت کرد. تز دکترای او در زمینهٔ فناوری و فرایند اجتماعی: تحولات تولید مس در عصر آهن و گستردگی آن در جنوب اردن (Technology and Social Process: Oscillations in Iron Age Copper Production and Power in Southern Jordan) در سال ۲۰۱۰م. نوشت. در سال‌های ۲۰۱۰ تا ۲۰۱۱م. او در مؤسسه اقیانوس‌شناسی اسکریپس، مطالعات دوره فوق‌دکتری خود را در زمینه تحقیقات ژئومغناطیسی و معادن باستانی مس در قبرس انجام داد. او در دانشگاه تل آویو در دانشکده باستان‌شناسی، در مقطع کارشناسی‌ارشد باستان‌شناسی و باستان‌شناسی مواد تدریس می‌کند.
او از سال ۲۰۱۳م. سرپرستی پروژه باستان‌شناسی درهٔ تیمنای مرکزی (CTV) را برعده دارد.